# 霹雳舞

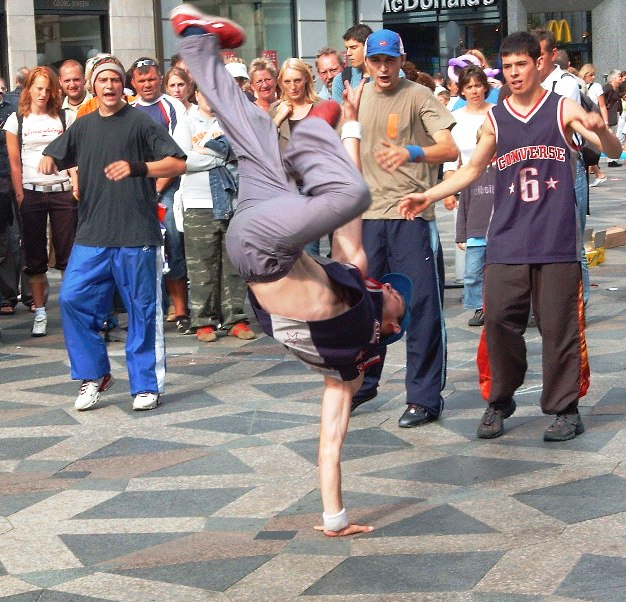
哥本哈根街头的breaking表演

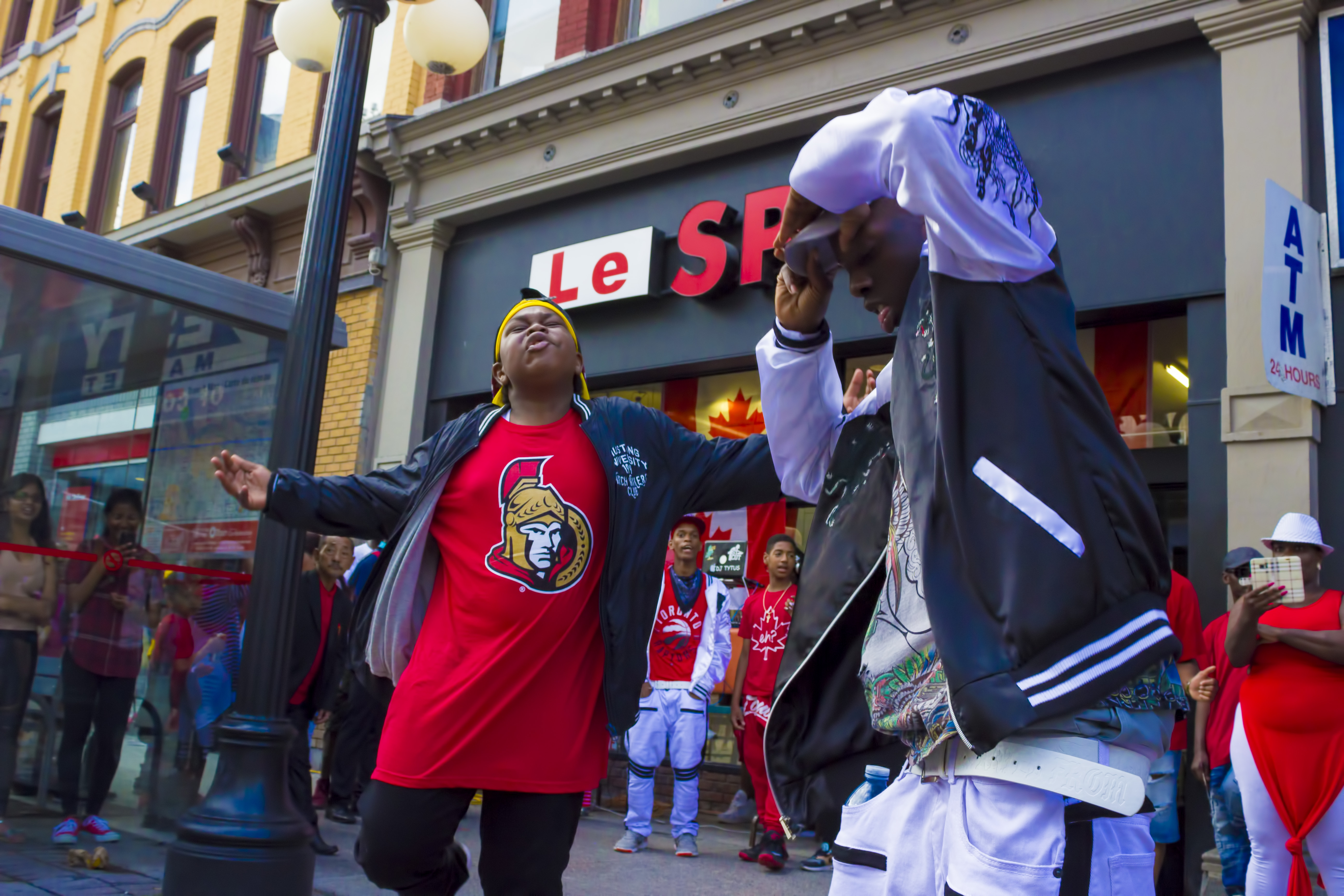
加拿大人在渥太华表演霹雳舞

霹雳舞、地板舞、布雷克舞（英語：Breakdance、breaking、b-boying/b-girling），是街舞三大風格之一，舞者統稱為「b-boy」或「b-girl」。1970年代起源于美国纽约市的布朗克斯区，早期代表舞團有 Mighty Zulu Kings 和 Rock Steady Crew。早期跳 breaking 的舞者多為拉丁裔美國人和非裔美國人。使用的音乐伴奏風格多為嘻哈音樂、放克、靈魂樂和 breakbeat，进而也反哺了嘻哈音樂的发展至今。作为嘻哈舞类中最廣受歡迎的一种，影响已从起初美国有限的非主流传播发展到世界范围的广泛传播，成为现代舞蹈文化的一部分。
Breaking 是一種以個人風格為主、体育性质较强的技巧性街舞种类。breaking 自由度高，現今的 breaking 風格融合了多種不同的肢體元素如踢踏舞、林迪舞、騷沙舞、戰鬥步（uprock）、雜技、體操、中國武術、卡波耶拉等。對決（battle）是 breaking 舞種重要的文化，常見的形式有一對一、團體對決、七支菸（Seven to Smoke）。在對決時，Breaking 具有高度的攻擊性與針對性，但保持不碰觸到對手為原則。Breaking 因其眾多技巧對於身體能力的要求較高，時常有「運動或藝術？」的討論。目前 Breaking 作為運動，被世界運動舞蹈總會推動於2024年巴黎奧運首度成為奧運運動項目。

## 用語
「B-boy (break-boy)」、「b-girl (break-girl)」或「breaker」一開始是指稱在 DJ 先驅 DJ Kool Herc 的派對上於音樂歇段（break）表演的舞者，其跳的舞步因此被稱為「breaking」。
「breakdance」此詞語則是由媒體創造來更好的形容這種街舞風格，而早期此詞語包含的範圍也涵蓋西岸的街舞風格如機械舞、鎖舞等。Breaking 舞者普遍更願意以該舞種原始的名字 breaking、b-boying/b-girling 來稱呼此種風格。
Breakdance 中文音译为“布雷克舞”，港台称“地板舞”，也有人形象的译为“霹雳舞”，来描述其中贴近地面，以头、肩、背、膝为重心，迅速旋转、翻滚的动作。

## 历史
根據嘻哈文化先驅/DJ/Universal Zulu Nation 創立者 Afrika Bambaataa 和 Rock Steady Crew 著名團員 b-boy Crazy Legs，breaking 的舞步源自於靈魂樂歌手詹姆斯·布朗。1970年代早期，詹姆斯·布朗表演 Get on the Good Foot 一曲时一边嘶声歌唱，一边進行以滑行和旋转为主的舞蹈動作。他把黑人的舞蹈动作如骆驼步和单脚滑等舞步与俄国的舞步劈叉与旋转等结合在一块，并以黑人的快速乐曲伴奏，创造出了与以往不同的一种新式霹雷舞。他的舞蹈使大批青少年爭相模仿，成为受青少年格外喜爱的自由风格的舞蹈。紐約布朗克斯的 DJ Kool Herc 在派對中撥放上詹姆斯·布朗的 CD ，在歌曲的 break 中，人們在派對中圍出一空圈，稱作「cypher」，青少年就在圈內表演這些舞步，稱為 breaking。為了讓更多人可以參與，DJ Kool Herc 研發了「Merry-Go-Round」的技巧，讓break 的時間可以更長。
到了1970年代末，出現了如 Rock Steady Crew、Mighty Zulu Kings、Dynamic Rokcers 等大型舞團。這些舞團在媒體中出演，並參與國際巡迴，使 breaking 傳播到世界各地。
霹雳舞至今仍在世界各地流行。在台灣，breaking 第一次進入大眾視野是在1991年L.A. Boyz參加台灣電視節目五燈獎時表演了該舞種，造成一時流行；中国改革开放之后，breaking 传入中国，成为青少年的业余文化娱乐活动之一，也成为青少年锻炼身心的一种健康活动。
Breaking 進入奧林匹克比賽項目的議題經過多年討論後，於2018年夏季青年奧林匹克運動會試辦，並在2024年巴黎奥运会正式成為比賽項目。

## 技巧
傳統上，霹靂舞的動作大致可以分為四類：搖滾步（Toprock）、排腿（Downrock/Footwork）、大地板（Power moves）、定格（Freezes）。近年許多舞者在舞步中加入翻滾（Flip）的動作，因而有一說翻滾為第五類。在華語地區，經常也將大地板以外的技巧統稱為小地板。

### 搖滾步
- 搖滾步可以指稱任何以站立姿勢做出的舞步，通常會富有身體的律動，其自由度非常高。通常來說，breaking 舞者會以搖滾步開始自己的段落。從搖滾步銜接到其他位置較低的舞步如排腿、大地板稱作「go down」或「drop」。
- 例子：Cross step（台灣俗稱大老鷹）、Indian step 、2 step、cross over、shuffle、skate、side step、Kicks

### 排腿
- 排腿為舞者以手支撐身體，以腳踩出步伐的舞步。其變形有以膝蓋代替腳的 knee rocks、以背代替手的 back rocks 等。
- 例子：6 Steps（俗稱六步排）、CC's、3 Steps（俗稱三步排）、Coffee-Grind、Sweep、Shuffle、Zulu-spin、Baby-love

### 大地板
- 大地板為旋轉的動作，舞者通常會以上半身作為支撐，雙腳沿著圓形的軌跡轉動。大地板借鑒了一些體操的動作，如湯瑪士迴旋。大地板技巧對身體能力的要求較高，因人體的物理限制，型態也較能固定分類。
- 旋轉類：如 backspin（俗稱背旋）、headspin（俗稱頭轉）
- 倒立類：如 1990s（俗稱單手手轉）、2000s（俗稱雙手手轉）、airflare（俗稱拋）
- 漂浮類：如 cricket（俗稱蛙轉）、UFO（俗稱幽浮）
- 跳轉類：如 swipe（俗稱跳轉）與其變形
- 風車類：如 windmill（俗稱風車）、babymills（俗稱蛋轉）、halo（俗稱側頭刷）
- 鞍馬類：如 flare/Thomas flare（台灣俗稱鞍馬）、virgin（台灣俗稱併腿鞍馬）

### 定格
- 以上半身支撐身體並保持不動的姿勢稱為定格。舞者會在音樂的重拍或是結束時定格以對上拍子，或是將定格與定格之間依照節奏做銜接（俗稱接點）。
- 例子：baby freeze（台灣俗稱ice）、air baby（俗稱機架）、Nike freeze、hollowback freeze（俗稱彎刀）

### 翻滾
- 任何翻滾的動作，不論全身騰空的空翻、過程中只有手著地的手翻、背著地的滾翻、翻滾過程中選轉身體的轉體等。
- 例子： forward roll、back roll、back flip、side flip、flashkick

## 风格
风格分类上，有一类強調power moves和它們的拼合。另一类則是強調footwork和freeze上面。Rock Steady Crew是強調footwork來顯示舞者的個人風格。縱使power moves有一種強大的衝擊並且相當充滿活力，但要將個人風格融入這些動作是很難的。而在spinning的時候，power moves實在無法和節拍一起融入。這反而有點近似體操的動作，而不像在跳舞。因為這些因素，Rock Steady Crew便提出強調footwork型式的是傾向於九十年代的舞蹈风格。

## 流行文化
《霹雳舞》同时还是一部电影的名称。该电影拍摄于1984年，讲述一个爵士舞女舞蹈者凯丽遇到两个地板舞者旋风和马达，从此凯丽改变了她的舞蹈风格，表演地板，并在爵士舞评委对他们的怀疑中获得舞蹈的成功的故事。
中国大陆和香港於1987年引進了這部電影，它引起了很多人的興趣，並在中国大陆和香港掀起了一股地板的熱潮，街舞比賽也隨之越來越大型。

## 曾是 b-boy 或 b-girl 的名人
- 演員 馮·迪索
- 演員 李奧納多·狄卡皮歐
- 演員 麥可·法斯賓達
- 演員/美式足球運動員 泰瑞·克魯斯
- 演員 山姆·洛克威
- 饒舌歌手 凡夫俗子
- 演員/主持人 阿方索·里貝羅
- 演員 小古巴·古丁
- 演員 尚-克勞德·范·達美
- 歌手/饒舌歌手 朴載範
- 歌手 林在範
- 歌手 徐明浩
- 歌手 姜丹尼爾
- 演員 佐藤健
- 歌手 千葉涼平
- 搞笑藝人 岡村隆史
- 搞笑藝人 江頭2:50
- 體操運動員 池谷幸雄
- 演唱團體 L.A.Boyz
- 歌手/DJ 羅百吉
- 饒舌歌手 瘦子E.SO
- 演員 棒棒堂阿緯
- 演員 棒棒堂威廉
- 演員 棒棒堂敖犬

## 大型比賽
- 詳見International B-Boy Championships（英语：International B-Boy Championships）